# Oliver Neuville
Oliver Patric Neuville ([nøːvil]; * 1. Mai 1973 in Locarno, Schweiz) ist ein ehemaliger deutscher Fußballspieler und heutiger -trainer. Er ist bei Borussia Mönchengladbach als Co-Trainer angestellt.

## Leben
Oliver Neuville wurde als Sohn des aus Aachen stammenden deutschen Fußballers Jupp Neuville und dessen aus Kalabrien stammender italienischen Frau Carmen in Locarno im italienischsprachigen Teil der Schweiz geboren, wo er auch seine Kindheit und Jugend verbrachte. Ab dem 18. Geburtstag besaß er neben der deutschen auch die italienische Staatsbürgerschaft. Mittlerweile besitzt er nur noch die deutsche Staatsangehörigkeit. Sein Nachname stammt von seinem belgischen Großvater.

## Spielerkarriere

### Verein

#### Fußballerische Anfänge in der Schweiz und Spanien
Seine Laufbahn als Fußballer begann Neuville 1979 in Gambarogno im Bezirk Locarno bei der US Gambarogno. Dort spielte er als Stürmer. Im Jahr 1991 wechselte er zum NLB-Verein FC Locarno und 1992 in die NLA zu Servette Genf. Mit diesem Verein wurde er 1994 Schweizer Meister. In dieser Meisterschaftssaison erzielte Neuville für seinen Verein 16 Tore  – sein Karrierebestwert im Profifußball. Einzig Giovane Élber von Grasshoppers Zürich und Nestor Subiat vom FC Lugano konnten in jener Saison mehr Tore schießen. Im Sommer 1995 sollte Neuville zum FC Bayern München wechseln, der Transfer wurde von Seiten Bayerns nach der Einigung mit Neuville im Februar 1995 bereits verkündet. Der Transfer kam aber nicht zustande, weil sich die beiden Vereine nicht auf eine Ablösesumme einigen konnten.
1996 wechselte er für ein Jahr zum CD Teneriffa, wo er von Jupp Heynckes trainiert wurde. Er absolvierte 33 Partien und schoss dabei fünf Tore.

#### Karriere bei Hansa Rostock

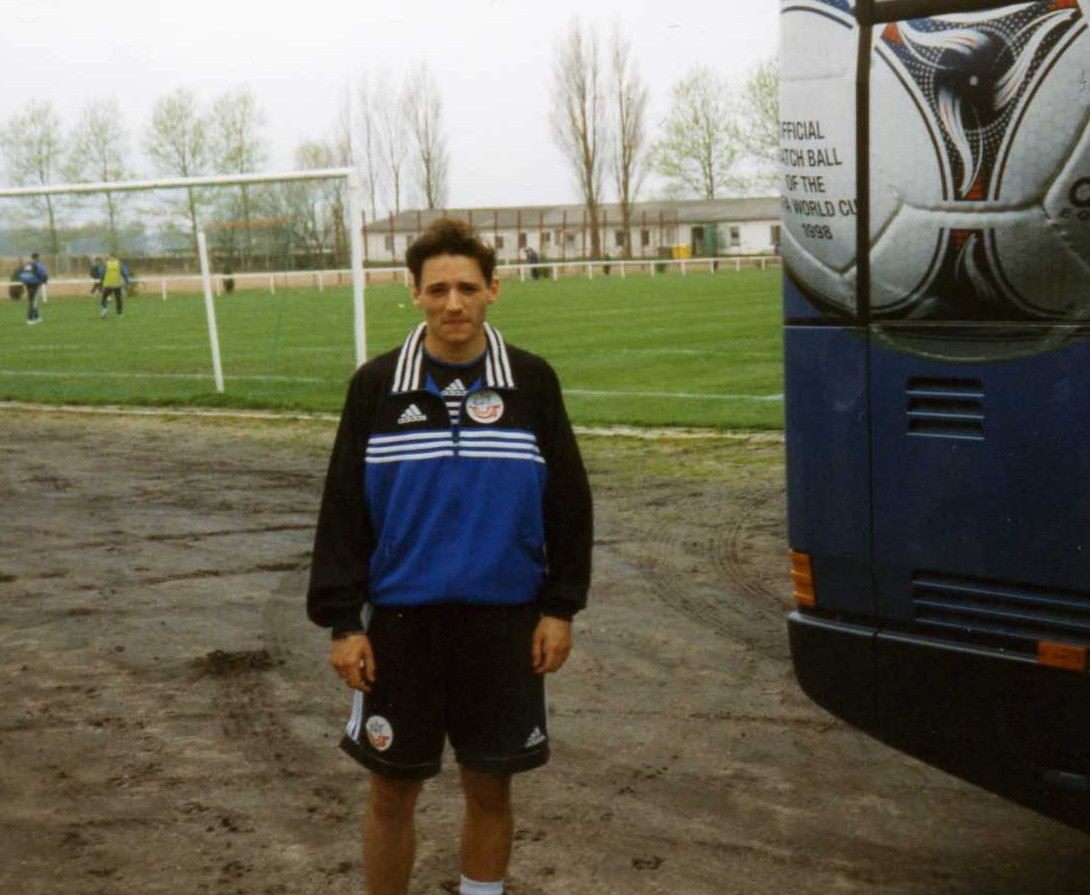
Oliver Neuville im Frühjahr 1999 neben dem Mannschaftsbus von Hansa Rostock

Neuville wechselte 1997 zu Hansa Rostock in die deutsche Fußball-Bundesliga. Sein Debüt gab er am 27. September 1997 (8. Spieltag) beim 1:1-Unentschieden gegen Bayer 04 Leverkusen. Nachdem Neuville zuvor in sieben Bundesliga- und einem Pokalspiel nicht im Kader gestanden hatte, wurde er in diesem Spiel in der 70. Minute für Sławomir Majak eingewechselt. In den drei darauffolgenden Partien gegen den 1. FC Köln (1:2), MSV Duisburg (1:0) und den FC Schalke 04 (4:1) schoss er jeweils ein Tor.
Er avancierte während dieser Saison zum Stammspieler, ehe der Stürmer von Ende Januar bis Anfang April 1998 ausfiel. Sein Comeback gab er beim 2:2 gegen den späteren Meister 1. FC Kaiserslautern am 18. April 1998 (31. Spieltag), wo ihm auch gleich ein Tor gelang. Insgesamt erzielte Neuville in seiner ersten Bundesliga-Saison in 17 Spielen acht Tore für Rostock, und als Sechstplatzierter verpasste man nur knapp den UEFA-Pokal.
Auch in seiner zweiten Saison bei Hansa Rostock war er Stammspieler; er spielte 33-mal und erzielte 14 Tore. Trotz des nur knapp erreichten Klassenerhalts wurde er erstmals für die deutsche Nationalmannschaft nominiert, in der er 1998 debütierte.

#### Wechsel zu Bayer 04 Leverkusen
Zur Saison 1999/2000 ging er zu Bayer 04 Leverkusen. Sein Debüt gab Neuville beim 0:0-Unentschieden beim MSV Duisburg. Auch in Leverkusen wurde er Stammspieler, wurde aber zunächst zum Linksaußen und später sogar zum linken Mittelfeldspieler umfunktioniert. Dies wurde aber in der nächsten Saison wieder aufgehoben, und so agierte Oliver Neuville wieder als Mittelstürmer.
In seiner ersten Saison scheiterte Neuville mit der Werkself in der Meisterschaft denkbar knapp. Am letzten Spieltag hätte den Leverkusenern auswärts beim Aufsteiger SpVgg Unterhaching ein Unentschieden gereicht. Unterhaching ging jedoch durch ein Eigentor von Michael Ballack in Führung und gewann am Ende überraschend mit 2:0. Zwei Jahre später verfehlte Neuville noch spektakulärer einen Titelgewinn. Trotz der Finaleinzüge im DFB-Pokal und in der Champions League sowie einem 5-Punkte-Vorsprung drei Spieltage vor Saisonende auf den Tabellenzweiten der Bundesliga, stand Bayer 04 am Ende der Saison ohne Titel da. Zudem wurde Neuville neben vielen anderen Leverkusenern in Japan und Südkorea Vize-Weltmeister.
Trotzdem blieb die Saison 2001/02 aufgrund der Siege in der Champions League gegen favorisierte Teams wie den FC Barcelona, Olympique Lyon, Juventus Turin, FC Arsenal, Deportivo La Coruña und den FC Liverpool in Leverkusen in positiver Erinnerung. Neuville trug mit zwei Treffern in den Halbfinals entscheidend dazu bei, dass Bayer 04 zudem Manchester United aus dem Wettbewerb warf. Im Finale unterlag die Werkself der Mannschaft von Real Madrid um Zinédine Zidane, Raúl, Roberto Carlos und Luís Figo im Glasgower Hampden Park unglücklich mit 1:2.
Der Höhenflug von Bayer 04 fand danach ein plötzliches Ende, sodass Leverkusen erst am letzten Spieltag der folgenden Saison den Klassenerhalt sichern konnte, ehe man sich in Neuvilles letzter Saison unter dem Bayerkreuz unter Trainer Klaus Augenthaler wieder für die Champions League qualifizierte.

#### Borussia Mönchengladbach

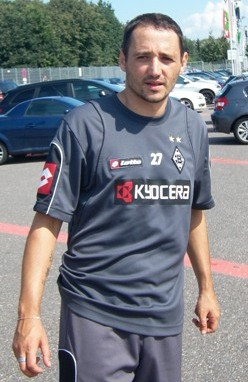
Neuville bei Borussia Mönchengladbach (2008)

Ab der Saison 2004/05 spielte der Stürmer bei Borussia Mönchengladbach. Dort konnte er sich sportlich auf Anhieb durchsetzen und etablierte sich als Stammspieler. In einem Vorbereitungsspiel gegen Galatasaray Istanbul am 28. Juli 2006 schoss er ein sehenswertes Hackentor, das von den Zuschauern der Sportschau zum Tor des Monats und später zum Tor des Jahres 2006 gewählt wurde.
Er war seit 2007 Kapitän der Mannschaft, die am Ende der Saison 2007/08 den sofortigen Wiederaufstieg in die Bundesliga schaffte. Im Januar 2009 wurde sein Teamkollege Filip Daems zum neuen Spielführer gewählt. Neuvilles Vertrag mit Borussia Mönchengladbach lief am 30. Juni 2010 aus und Neuville erklärte, seine Laufbahn zu beenden.
Nach seinem letzten Spiel für Mönchengladbach, am 8. Mai 2010, sorgte er für einen regelrechten Skandal, indem er ins Stadionmikrofon rief: „Gib mir ein 'Scheiss FC Köln'!“ und somit die hitzige Rivalität zum 1. FC Köln noch verschärfte.
In Mönchengladbach war für Neuville eine Aufgabe in der Nachwuchsarbeit des Vereins vorgesehen.

#### Arminia Bielefeld
Einen Monat nach Saisonende revidierte er jedoch die Entscheidung zum Karriereende und heuerte beim Zweitligisten Arminia Bielefeld an, für den er am 12. September 2010 (3. Spieltag) bei der 1:3-Niederlage gegen Hertha BSC erstmals traf. Anfang Dezember einigte sich Neuville mit Arminia Bielefeld auf eine Auflösung seines Vertrags zum 31. Januar 2011 sowie seine sofortige Freistellung, nachdem er nach dem Trainerwechsel von Christian Ziege auf Ewald Lienen fast nur noch als Einwechselspieler eingesetzt worden war. Gleichzeitig beendete er seine aktive Karriere als Fußballer.

### Nationalmannschaft

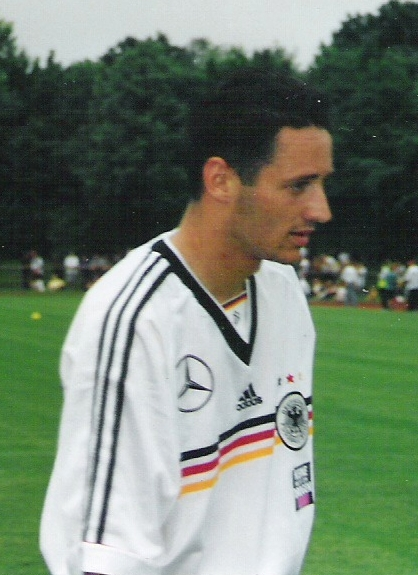
Neuville in der Nationalmannschaft (2005)

Anfangs hatte Oliver Neuville, wenn man die Staatsbürgerschaften ausblendet, die Wahl zwischen vier Nationalmannschaften: Deutschland (Herkunft des Vaters), Italien (Herkunft der Mutter), Schweiz (geboren und aufgewachsen in der Schweiz) und Belgien (Herkunft des Großvaters). Neuville entschied sich für Deutschland. Da er im italienischsprachigen Teil der Schweiz aufgewachsen war, benötigte er anfangs zur Verständigung im Kreis der deutschen Nationalspieler einen Dolmetscher.
Am 2. September 1998 stand Neuville gegen Malta (2:1) erstmals für Deutschland auf dem Platz. 2002 nahm er mit dem DFB-Team an der Weltmeisterschaft in Südkorea und Japan teil und wurde Vize-Weltmeister. Dabei erzielte er den entscheidenden Treffer beim 1:0-Sieg gegen Paraguay im Achtelfinale.
Auch während der Weltmeisterschaft 2006 in Deutschland kam er zum Einsatz. Bundestrainer Jürgen Klinsmann wechselte ihn in allen Spielen als Joker ein. Beim Vorrundenspiel gegen Polen am 14. Juni schoss er nach seiner Einwechslung nach einer Flanke von David Odonkor das spielentscheidende 1:0 in der Nachspielzeit der zweiten Halbzeit. Zudem schoss er den ersten Elfmeter im Elfmeterschießen des Viertelfinalspiels gegen Argentinien.
Oliver Neuville wurde von Joachim Löw am 16. Mai 2008 für den erweiterten deutschen Kader für die Fußball-Europameisterschaft 2008 nominiert und am 28. Mai 2008 in das endgültige Aufgebot von 23 Spielern übernommen. Er kam allerdings lediglich im Vorrundenspiel gegen Österreich für sieben Minuten zum Einsatz. Dies war gleichzeitig sein 69. und letztes Länderspiel. Mit 36 Einwechslungen ist er der am häufigsten eingewechselte deutsche Nationalspieler.

## Trainerkarriere
Nach seinem endgültigen Karriereende begann Neuville in der Jugendabteilung seines ehemaligen Vereines Borussia Mönchengladbach ein Jahrespraktikum unter dem Trainer der zweiten Mannschaft, Sven Demandt, und gehörte zudem zum Trainerstab der U23-Mannschaft. Er erhielt im November 2011 die B-Trainerlizenz nach einem Lehrgang in der Sportschule Hennef. Im Juni 2013 wurde Neuville neben Mark Roch und hinter Cheftrainer Horst Steffen Co-Trainer der U19-Mannschaft der Borussia.
Zusätzlich zu seinem Engagement in der A-Jugend holte ihn der neue Cheftrainer Marco Rose zur Saison 2019/20 in seinen Stab. Dort übt Neuville das Amt eines Assistenztrainers aus und ist für die Integration neuer Spieler, die Französisch, Spanisch oder Italienisch sprechen, zuständig, da er selbst diese drei Sprachen fließend beherrscht.

## Erfolge
- Schweizer Meister 1994
- Deutscher Vizemeister 2000 und 2002
- DFB-Pokalfinalist 2002
- Champions-League-Finalist 2002
- Aufstieg in die 1. Bundesliga 2008
- Vize-Weltmeister 2002
- Dritter bei der FIFA WM 2006
- Vize-Europameister 2008

### Auszeichnungen
- Träger des Silbernen Lorbeerblattes
- Torschütze des Monats Juli 2006[13]
- Torschütze des Jahres 2006